# Districtul Phaisali
Phaisali (în thailandeză ไพศาลี) este un district (Amphoe) din provincia Nakhon Sawan, Thailanda, cu o populație de 70.799 de locuitori și o suprafață de 979,5 km².

## Componență
Districtul este subdivizat în 8 subdistricte (tambon), care sunt subdivizate în 101 de sate (muban).
| Nr. | Nume         | În thailandeză | Sate | Pop.   |
| --- | ------------ | -------------- | ---- | ------ |
| 1.  | Khok Duea    | โคกเดื่อ         | 9    | 7,091  |
| 2.  | Samrong Chai | สำโรงชัย        | 20   | 11,222 |
| 3.  | Wang Nam Lat | วังน้ำลัด         | 10   | 8,003  |
| 4.  | Takhro       | ตะคร้อ          | 18   | 11,817 |
| 5.  | Pho Prasat   | โพธิ์ประสาท      | 13   | 6,564  |
| 6.  | Wang Khoi    | วังข่อย          | 11   | 7,783  |
| 7.  | Na Khom      | นาขอม          | 11   | 5,697  |
| 8.  | Phaisali     | ไพศาลี          | 9    | 12,622 |